# Saint-Crépin-Ibouvillers
Pour les articles homonymes, voir Saint-Crépin.
Saint Crépin-Ibouvillers est une commune française située dans le département de l'Oise en région Hauts-de-France.
Elle est née le 1er janvier 2015 avec le statut de commune nouvelle après la fusion de l'ancienne commune de Saint-Crépin-Ibouvillers et de la commune voisine Montherlant,.

## Géographie

### Localisation
Les informations relatives à la géographie de cette commune sont la fusion des informations des deux communes fusionnées.

### Communes limitrophes
| Pouilly        | Ressons-l'Abbaye Valdampierre | Corbeil-Cerf |
| Senots         | Saint-Crépin-Ibouvillers      | Lormaison    |
| Ivry-le-Temple | Villeneuve-les-Sablons        | Méru         |

### Hydrographie
La commune est située dans le bassin Seine-Normandie. Elle n'est drainée par aucun cours d'eau,.

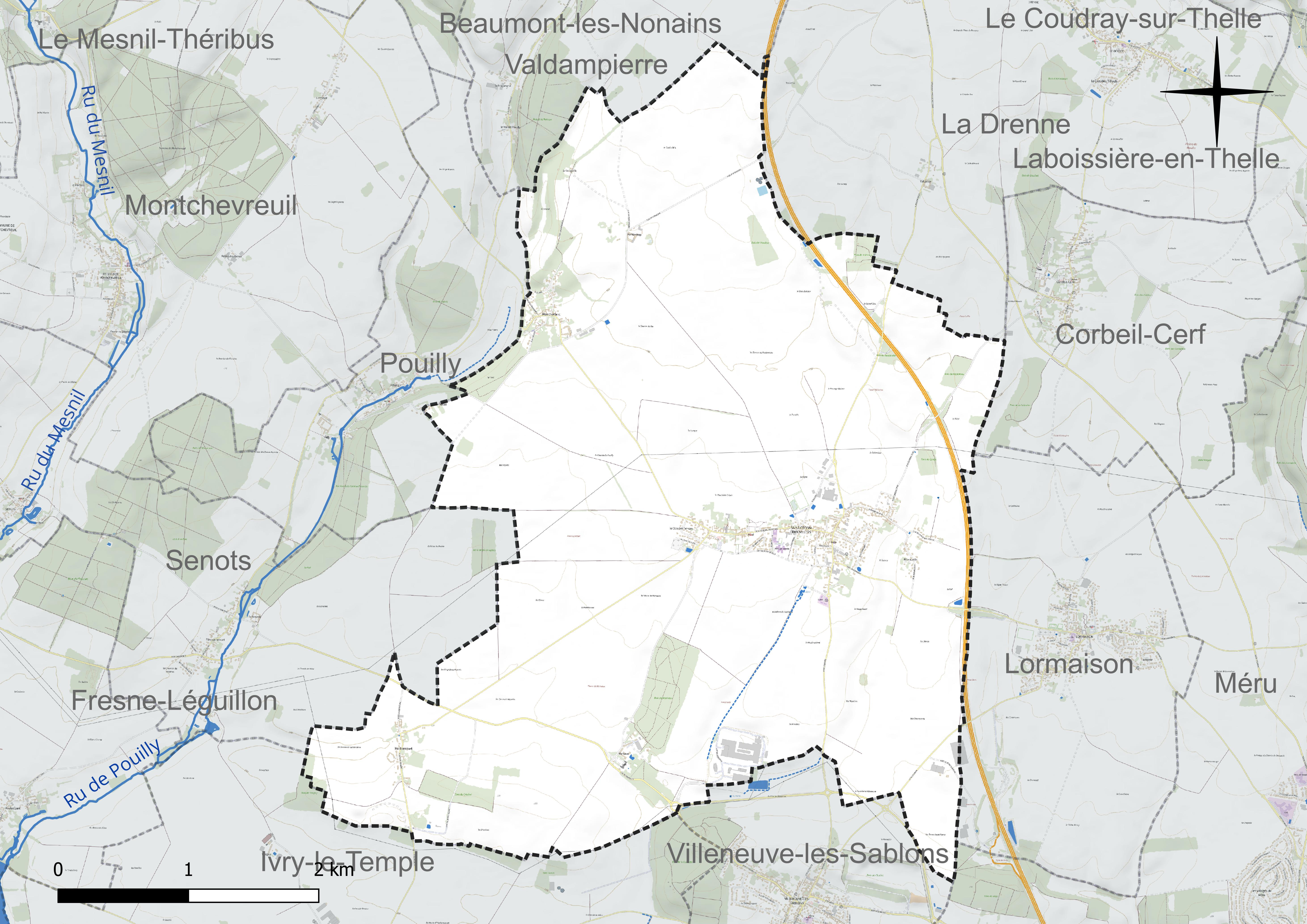
Réseau hydrographique de Saint-Crépin-Ibouvillers.

### Climat
Pour des articles plus généraux, voir Climat des Hauts-de-France et Climat de l'Oise.
En 2010, le climat de la commune est de type climat océanique dégradé des plaines du Centre et du Nord, selon une étude du CNRS s'appuyant sur une série de données couvrant la période 1971-2000. En 2020, Météo-France publie une typologie des climats de la France métropolitaine dans laquelle la commune est exposée à un climat océanique et est dans la région climatique Sud-ouest du bassin Parisien, caractérisée par une faible pluviométrie, notamment au printemps (120 à 150 mm) et un hiver froid (3,5 °C).
Pour la période 1971-2000, la température annuelle moyenne est de 10,6 °C, avec une amplitude thermique annuelle de 14,5 °C. Le cumul annuel moyen de précipitations est de 693 mm, avec 11,4 jours de précipitations en janvier et 8 jours en juillet. Pour la période 1991-2020, la température moyenne annuelle observée sur la station météorologique la plus proche, située sur la commune de Jaméricourt à 15 km à vol d'oiseau, est de 11,0 °C et le cumul annuel moyen de précipitations est de 695,7 mm,. Pour l'avenir, les paramètres climatiques de la commune estimés pour 2050 selon différents scénarios d'émission de gaz à effet de serre sont consultables sur un site dédié publié par Météo-France en novembre 2022.

## Urbanisme

### Typologie
Au 1er janvier 2024, Saint-Crépin-Ibouvillers est catégorisée bourg rural, selon la nouvelle grille communale de densité à sept niveaux définie par l'Insee en 2022.
Elle est située hors unité urbaine. Par ailleurs la commune fait partie de l'aire d'attraction de Paris, dont elle est une commune de la couronne,.

### Occupation des sols
L'occupation des sols de la commune, telle qu'elle ressort de la base de données européenne d'occupation biophysique des sols Corine Land Cover (CLC), est marquée par l'importance des territoires agricoles (90,9 % en 2018), en diminution par rapport à 1990 (91,8 %). La répartition détaillée en 2018 est la suivante : 
terres arables (90,9 %), forêts (4,7 %), zones urbanisées (3,1 %), zones industrielles ou commerciales et réseaux de communication (1,3 %). L'évolution de l'occupation des sols de la commune et de ses infrastructures peut être observée sur les différentes représentations cartographiques du territoire : la carte de Cassini (XVIIIe siècle), la carte d'état-major (1820-1866) et les cartes ou photos aériennes de l'IGN pour la période actuelle (1950 à aujourd'hui).

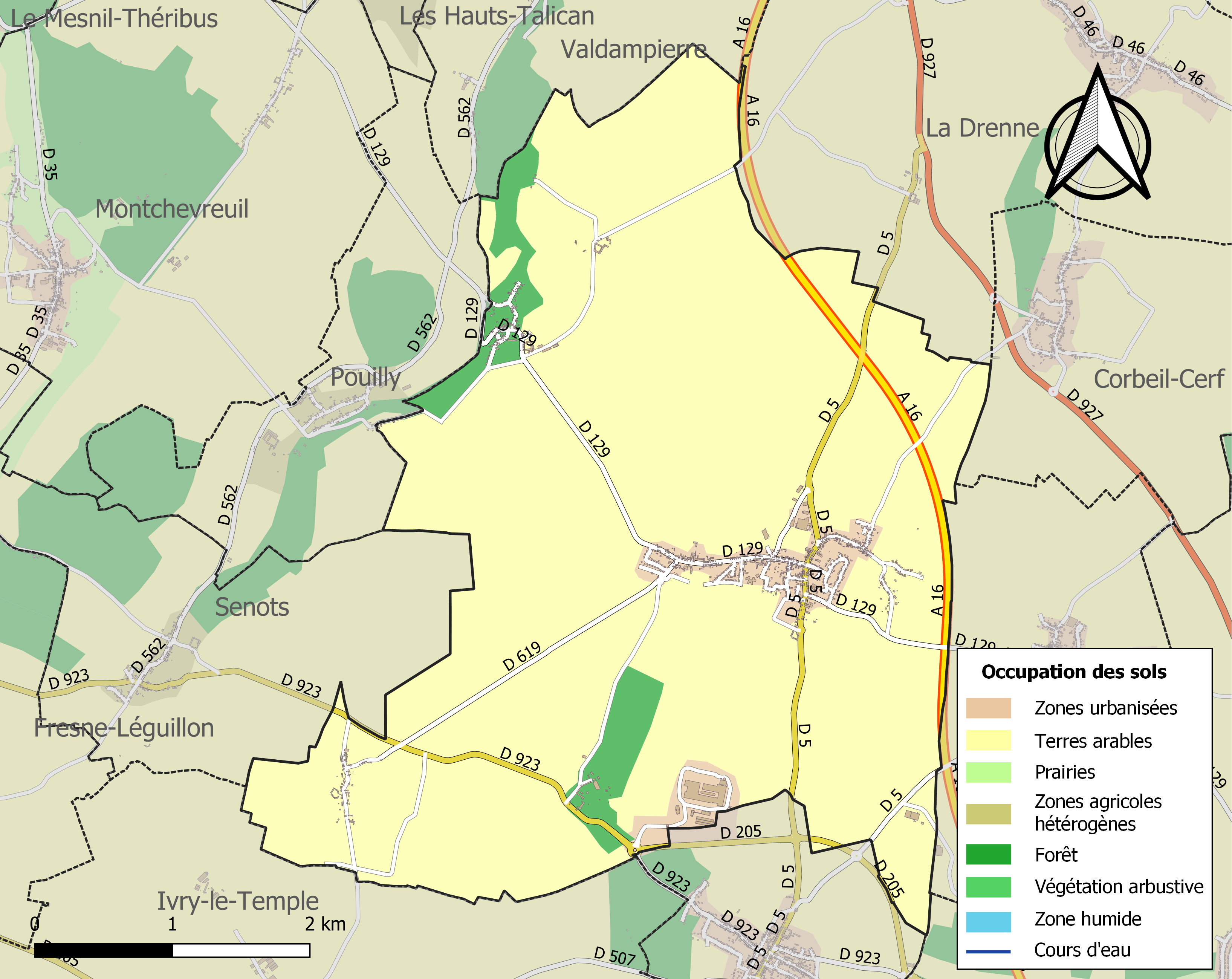
Carte des infrastructures et de l'occupation des sols de la commune en 2018 (CLC).

### Voies de communication et transports
La commune est desservie, en 2023, par la ligne E du réseau Sablons Bus et par les lignes 6112, 6121, 6131, 6132, 6138 et 6144 du réseau interurbain de l'Oise.

## Toponymie
Le nom de la localité est attesté sous les formes apud Stum Crispinum (1151) ; Sanctus Crispinus (1250) ; Sanctus Crispinus de Ybouvillari (1265) ; apud Ebouviller et sanctum Crispinum (XIIIe) ; Saint Crespin (1340) ; Sancti Crispini de bonvillari (1349) ; Saint Crespin d'Ybovillier (1399) ; Saint Crépin en Vexin (vers 1580) ; St Crespin d'Hibouvillers (1667) ; Saint-Crépin-Ibouvillers (1840).

Saint-Crépin est un hagiotoponyme faisant référence à Crispin de Soissons.
Ibouvillers, ancien hameau de la commune, est attesté sous les formes de Hydouvillier (1150) ; Ebbuviller (1151) ; Hoviler (1151) ; apud Hovillare (vers 1200) ; Houviller (1206) ; et Ybovillare (1220) ; Eyboviller (1220) ; Ybouviller (vers 1230) ; apud Hiboviller (1248) ; de Ybouvillari (1265) ; Hibouvilliers (1265) ; « apud Ebouviller et sanctum crispinum » (XIIIe) ; Ybovillier (1302) ; Yboviller (1302) ; de Ybovillari (1316) ; Ybovilier (1399) ; Ybouviler (XIVe) ; Ybouvillier (XIVe) ; Ybouvillé (1490) ; Ysbouvilliers (1549) ; Hybouviller (XVIIe) ; Ybouvillers (1837) ; Ibouvillers (1840).

Ibou- dans Ibouvillers correspond à l'anthroponyme Ingbold composé de Ing- qui désigne le nom de Ingvi, un dieu germanique et qui est en même temps une alternance de l'adjectif jung "jeune" car Ingvi est le dieu du printemps, et suivi de -Bold qui en germanique lui aussi est d'une part un adjectif signifiant "hardi" et également le nom d'un dieu majeur[réf. nécessaire].

## Histoire
L'histoire de Saint-Crépin-Ibouvillers remonte aux Gaulois. Elle est bordée à l'est de l'ancienne voie romaine dite "de la Reine Blanche". La commune dépendait jadis de la seigneurie de Marivaux. Au Moyen Âge, une partie de la commune formait la seigneurie de Marivault qui par mariage passa à la maison de l'Isle-Adam au XVe siècle. L'autre partie formait la seigneurie d'Haillancourt, cette dernière fut vendue au chapitre de la cathédrale de Beauvais au XIVe siècle.
Le 1er janvier 2016, l'ancienne commune de Saint-Crépin-Ibouvillers a fusionné avec sa voisine Montherlant pour donner naissance à la commune nouvelle nommée également Saint-Crépin-Ibouvillers. Les deux communes fusionnées sont à cette occasion devenues des communes déléguées. Initialement, le projet de rapprochement concernait également Pouilly.

## Politique et administration

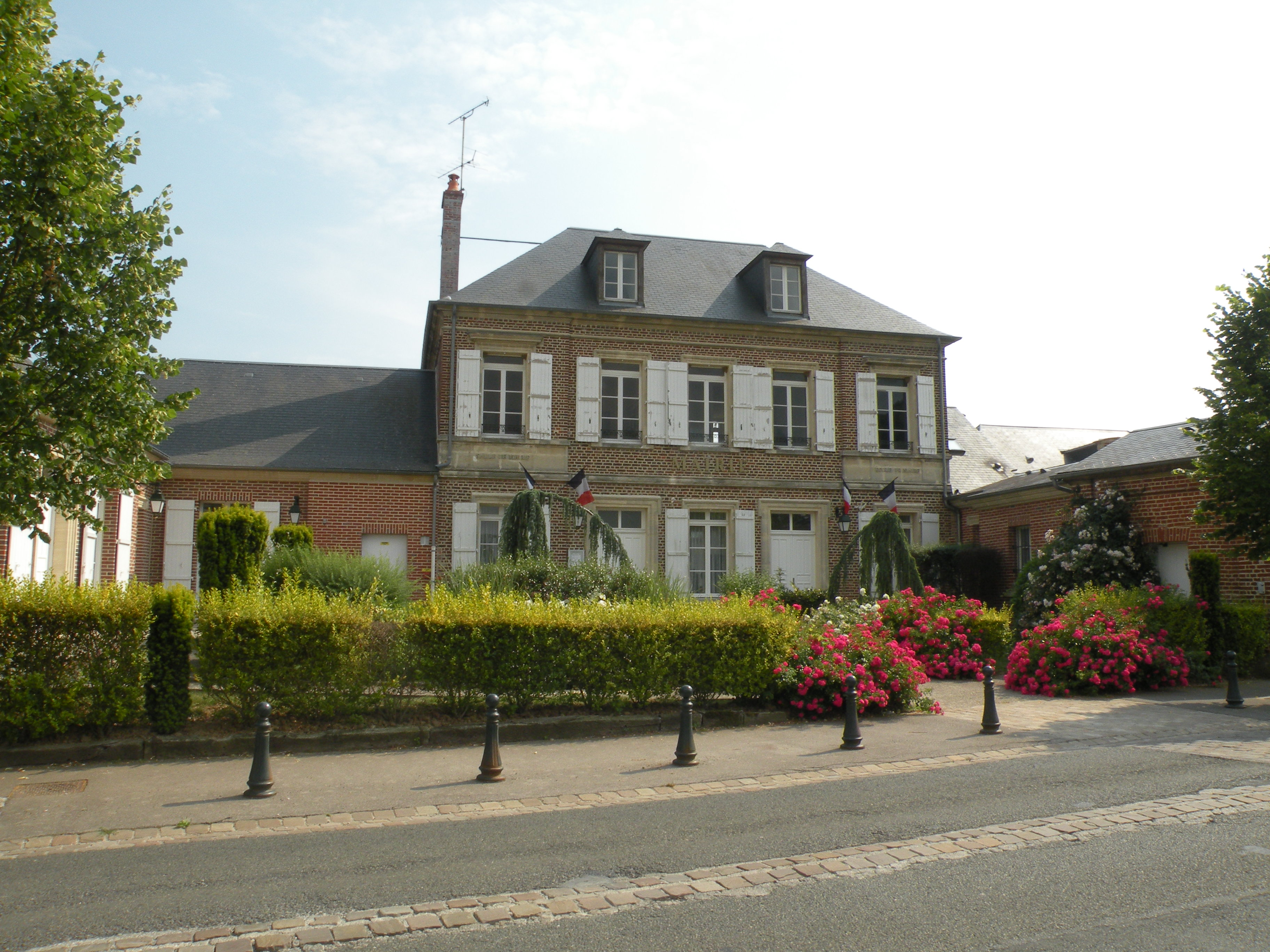
La mairie.

### Rattachements administratifs et électoraux
La commune nouvelle se trouve  dans l'arrondissement de Beauvais du département de l'Oise. Pour l'élection des députés, elle fait partie  de la troisième circonscription de l'Oise.
Elle fait partie du canton de Chaumont-en-Vexin.

### Intercommunalité
La commune nouvelle est membre de la communauté de communes des Sablons, comme l'étaient les anciennes communes qui constituent Saint-Crépin-Ibouvillers.

### Liste des communes déléguées
| Nom                              | Code Insee | Intercommunalité | Superficie (km2) | Population (dernière pop. légale) | Densité (hab./km2) |
| -------------------------------- | ---------- | ---------------- | ---------------- | --------------------------------- | ------------------ |
| Saint-Crépin-Ibouvillers (siège) | 60P01      | CC des Sablons   | 14,43            | 1 483 (2014)                      | 103                |
| Montherlant                      | 60417      | CC des Sablons   | 5,18             | 155 (2014)                        | 30                 |

### Liste des maires
| Période      | Période                       | Identité        | Étiquette | Qualité |
| ------------ | ----------------------------- | --------------- | --------- | --- |
| janvier 2015 | En cours (au 2 décembre 2020) | Alain Letellier | LR        | Médecin retraité Maire de l'ancienne commune de Saint-Crépin-Ibouvillers (1989 → 2015) Conseiller général de Méru (1982 → 2015) Conseiller départemental de Chaumont-en-Vexin (2015 → ) Président de la communauté de communes des Sablons (1992 → 2020) Réélu pour le mandat 2020-2026 |

## Population et société

### Démographie
| 1968 | 1975 | 1982 | 1990 | 1999  | 2006  | 2011  | 2016  |
| ---- | ---- | ---- | ---- | ----- | ----- | ----- | ----- |
| 670  | 714  | 698  | 836  | 1 152 | 1 285 | 1 395 | 1 526 |

### Enseignement
La commune nouvelle dispose d'une école publique (de la maternelle au CM2). Un système de ramassage scolaire est mis en place pour les élèves vivant à Montherlant.
En septembre 2017, Sylvie d'Esclaibes ouvre d'une école Montessori Athéna dans les locaux de l'ancienne mairie-école de Montherlant. Cette école privée hors contrat complète l'offre scolaire de ce mouvement pédagogique, déjà implanté dans l'Oise à Margny-lès-Compiègne, Chantilly, et Senlis,.

## Économie
L'entreprise « EJ », spécialiste des plaques en fonte d'infrastructure, dispose d'un établissement dans la commune qui emploie 700 salariés en 2019, prévoit d'accroître sa production et d'embaucher une centaine de personnes supplémentaires.
Un centre commercial a été aménagé en 2017 dans une ancienne ferme rachetée par la commune, le « Carré Ricour », comprenant une boulangerie et la boucherie du village, ainsi qu'un salon de coiffure-esthétique, une épicerie fine de produits locaux et une supérette Proxy.

## Culture locale et patrimoine

### Lieux et monuments
- Église de Saint-Crépin-et-Saint-Crépinien du XIIIe siècle, classée Monument historique depuis 1932.
- Église de l'Assomption, datant des XVe et XVIIIe siècles, classée monument historique en 1970.
- Château de Montherlant, datant du XVIIe siècle ayant appartenu aux ancêtres de l'écrivain Henry de Montherlant. Monument historique depuis 2003.
- Château de Pontavesne et son jardin d'agrément dont il ne reste que quelques ruines (site privé)
- Château de Marivaux (site privé)
- Ferme de Marivaux du XIVe siècle .

### Personnalités liées à la commune
- Henry de Montherlant, écrivain français du XXe siècle
- François Millon de Montherlant, avocat syndic de Beauvais, député du Tiers état aux États généraux de 1789. Guillotiné en 1794.

### Héraldique
| Blason de Saint-Crépin-Ibouvillers | Blason  | D'argent au chevron de gueules accompagné de trois merlettes contournées de sable. |
| Blason de Saint-Crépin-Ibouvillers | Détails | Le statut officiel du blason reste à déterminer.                                   |